# Janice Beard
Janice Beard é um filme britânico de 1999 dirigido por Clare Kilner em sua estreia como diretora. É estrelado por Eileen Walsh e Patsy Kensit. Ele também foi indicado para os prêmios de 1999, 2000 e 2002.

## Elenco
- Eileen Walsh como Janice Beard
- Patsy Kensit como Julia
- Rhys Ifans como Sean
- Sandra Voe como Mimi
- David O'Hara como O'Brien